# Haageocereus icosagonoides
Haageocereus icosagonoides ist eine Pflanzenart in der Gattung Haageocereus aus der Familie der Kakteengewächse (Cactaceae). Das Artepitheton icosagonoides verweist auf die Ähnlichkeit mit Cleistocactus icosagonus.

## Beschreibung
Haageocereus icosagonoides wächst strauchig mit von der Basis aus verzweigten, aufrechten Trieben, die Durchmesser von bis zu 5 Zentimeter erreichen. Es sind etwa 20 Rippen vorhanden auf denen sich bräunliche Areolen befinden. Areolen im blühfähigen Triebbereich sind mit langer Wolle besetzt. Die dichten und feinen, bis zu 1 Zentimeter langen Dornen sind gelblich braun. An der Triebspitze sind sie rötlich.
Die weißen Blüten erreichen eine Länge von 8 bis 9 Zentimeter. Die Früchte sind mit weißer Wolle besetzt.

## Verbreitung und Systematik
Haageocereus icosagonoides ist in Peru in der Region Lambayeque im Tal des Río Saña verbreitet.
Die Erstbeschreibung erfolgte 1957 durch Werner Rauh und Curt Backeberg.

## Nachweise